# Di Pauli von Treuheim

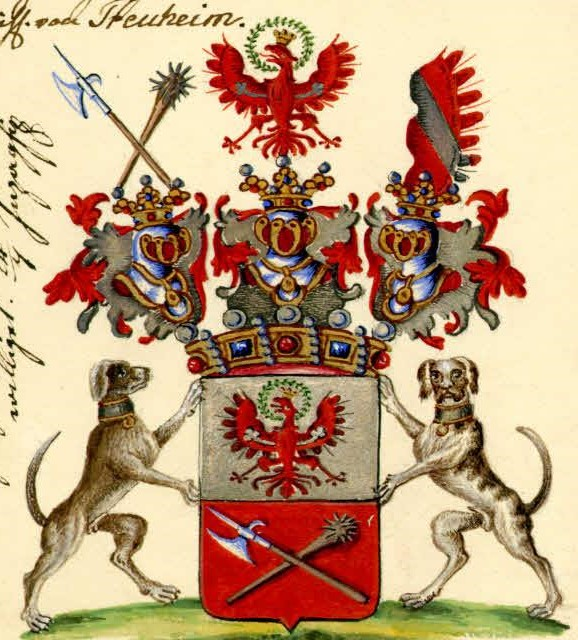
Wappen der Freiherren Di Pauli von Treuheim (1837)

Di Pauli von Treuheim, auch Dipauli, ist der Name eines briefadeligen Geschlechts aus dem südlichen Tirol, das in den erblichen österreichischen Ritter- und Freiherrenstand erhoben wurde und gegenwärtig fortbesteht.

## Geschichte

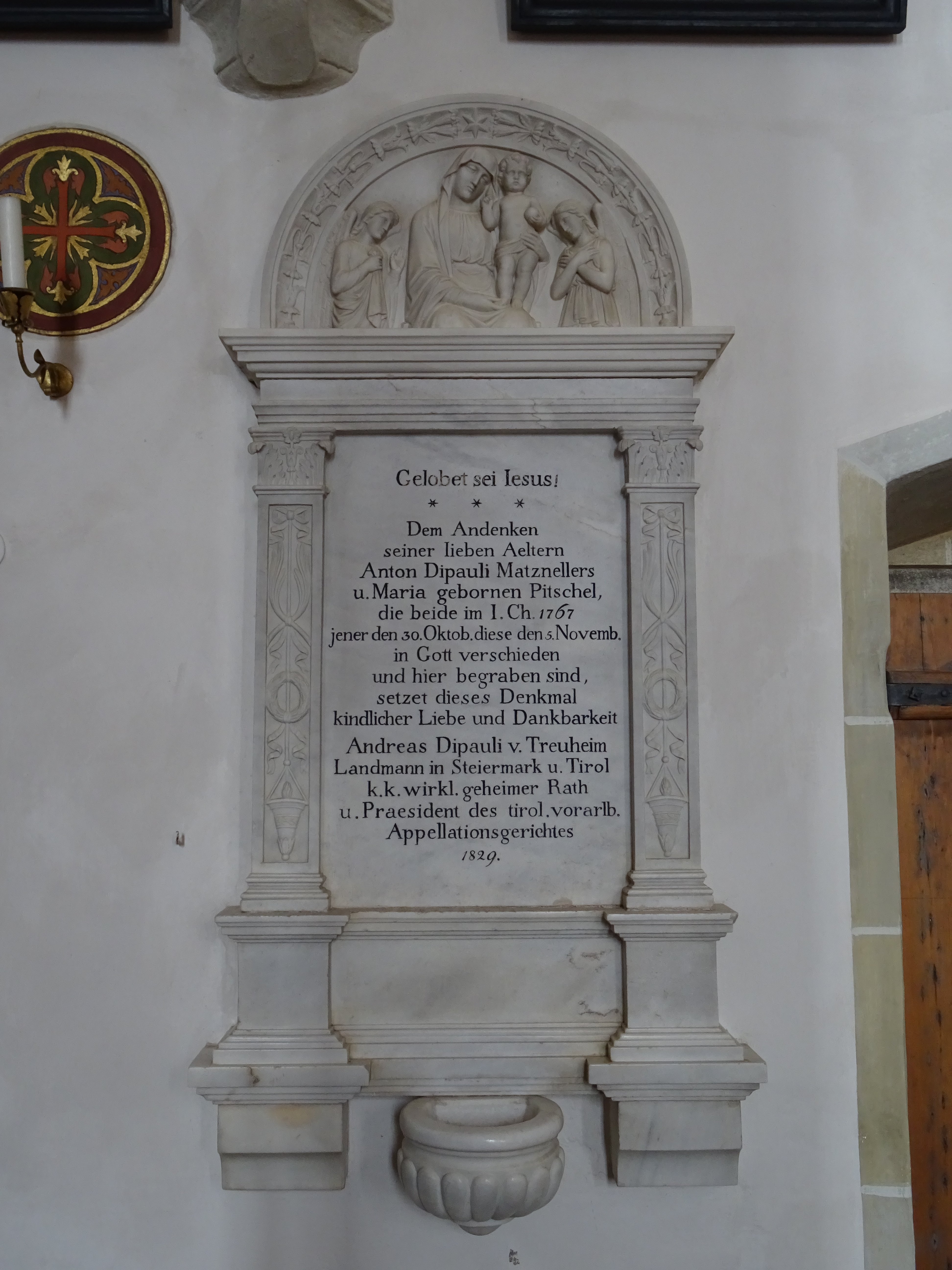
Grabgedenkstein für Anton Dipauli und Maria Dipauli geb. Pitschel

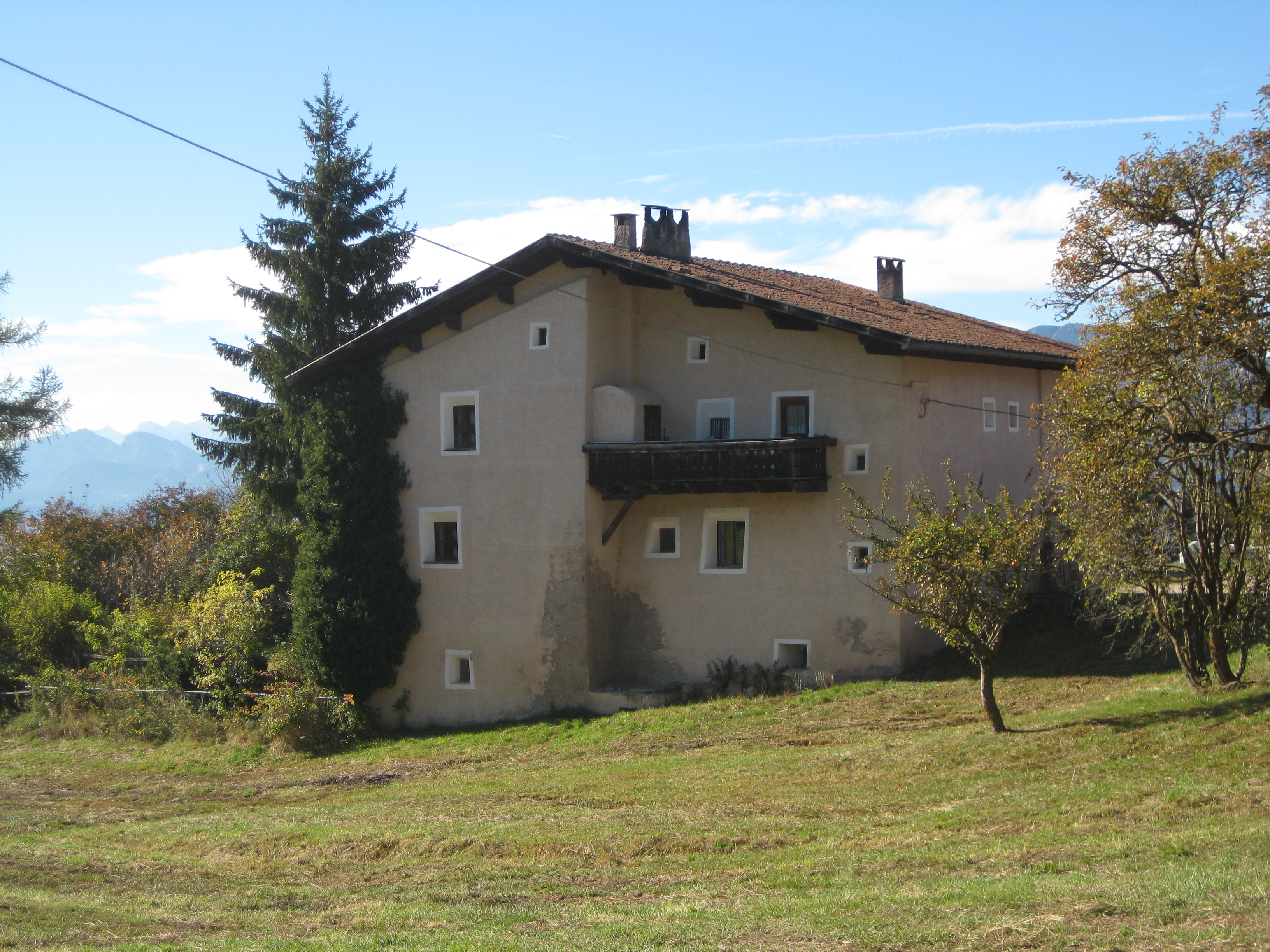
Hof Matznell in Aldein

Die Familie mit italienischen Wurzeln war bäuerlicher Herkunft. Die gesicherte Stammreihe beginnt mit den Bauer Johann Dipauli (1699–1731), der ursprünglich aus dem Ort Carano im Fleimstal stammte und in Aldein den Hof Gurendin besaß, den er an einen seiner Söhne vererbte und dessen Nachkommen ihn noch im 19. Jahrhundert besaßen. Ein anderer Sohn, der wohlhabende Bauer Anton Dipauli (1728–1767) gehörte in Aldein die Höfe Matznell und Schmieder, sowie in Radein den Hof Pitschl. 1829 stiftete der Landschreiber an der Etsch, k. k. Geheimrat und Apellationsgerichtspräsident in Innsbruck Andreas Alois Di Pauli (1761–1839) für seine früh  verstorbenen Eltern in der Pfarrkirche von Aldein ein Grabgedenkstein mit der Inschrift:

„Dem Andenken seiner lieben Aeltern Anton Dipauli Matznellers u. Maria gebornen Pitschel die beide im I. Ch. 1767 jener den 30. Oktob. diese den 5. Novemb. in Gott verschieden und hier begraben sind, setzet dieses Denkmal kindlicher Liebe und Dankbarkeit Andreas Dipauli v. Treuheim Landmann in Steiermark u. Tirol k. k. wirkl. geheimer Rat u. Praesident des tirol. vorarlb. Appellationsgerichts 1829.“

Andreas Alois Di Pauli wurde auf dem Hof Matznell, wo sein Vater die Wirtschaft betrieb, geboren. 1782 studierte er an der Universität Innsbruck und an der Universität Padua, wo er zum Doktor der Rechte promovierte. 1786 begann er eine Beamtenlaufbahn und wurde darauf städtischer Magistratsrat von Bozen. 1790 erhielt er dort das Bürgerrecht. Seit 1794 wirkte er als kaiserlicher Rat und Landschreiber. Am 29. Dezember 1798 erlangte er in Wien vom Kaiser den erbländisch-österreichischen Ritterstand und das Prädikat „von Treuheim“. Darauf wurde er am 6. September 1813 in die Adelsklasse der Adelsmatrikel des Königreichs Bayern immatrikuliert. Seit 1824 fungierte er als Präsidenten des Appellationsgerichts in Tirol und Vorarlberg sowie des obersten Justizhofes des Fürstentums Liechtenstein. Nach fünfzig Dienstjahren verlieh man ihm 1827 die Würde eines Geheimrates und den österreichisch-kaiserlicher Leopoldorden. Am 23. Oktober 1827 erfolgte seine Immatrikulierung in die Adelsmatrikel von Tirol sowie am 15. Juli 1837 die Erhebung in den österreichischen Freiherrenstand. Sein Enkel, der spätere Parlamentsabgeordnete und Bürgermeister von Kaltern Anton Di Pauli (1828–1883) erbte von seiner Mutter Franziska Schasser von Thannheim den Ansitz Windegg. Sein Vetter Josef Di Pauli (1844–1905) war ebenfalls Politiker und von 1898 bis 1899 österreichischer Handelsminister.

## Besitzungen
- Hof Gurendin in Aldein
- Hof Matznell in Aldein
- Hof Schmieder in Aldein
- Hof Pitschl in Radein

## Standeserhebungen
- 29. Dezember 1798: erbländisch-österreichischer Ritterstand
- 6. September 1813: Adelsklasse der Adelsmatrikel im Königreich Bayern
- 23. Oktober 1827: Immatrikulierung in die Adelsmatrikel von Tirol
- 15. Juli 1837: österreichischer Freiherrenstand

## Wappen
Blasonierung des Wappens von 1837: Schild quergeteilt, oben in Silber der Tiroler Adler, unten in Rot eine Hellebarde und Streitkolben schräg gekreuzt. Auf dem Schild die Freiherrenkrone, darauf drei gekrönte Turnierhelme: rechts ein nach innen gekehrter Adlerflügel mit einem silbernen Balken, Mitte der Tiroler Adler, links Hellebarde und Streitkolben wie im Schild. Schildhalter: Je ein weißer, braungefleckter Jagdhund mit silbernen in Gold gefassten Halsband.

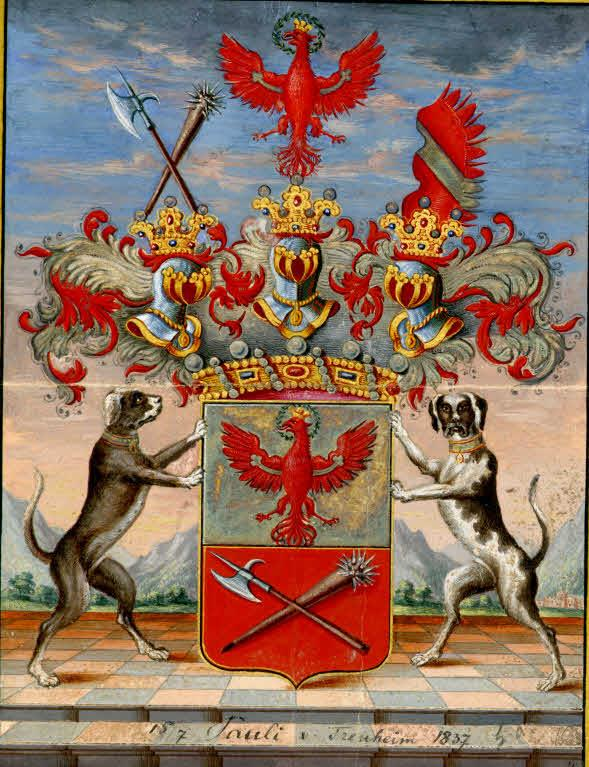
Wappen der Freiherren Di Pauli von Treuheim (1837)
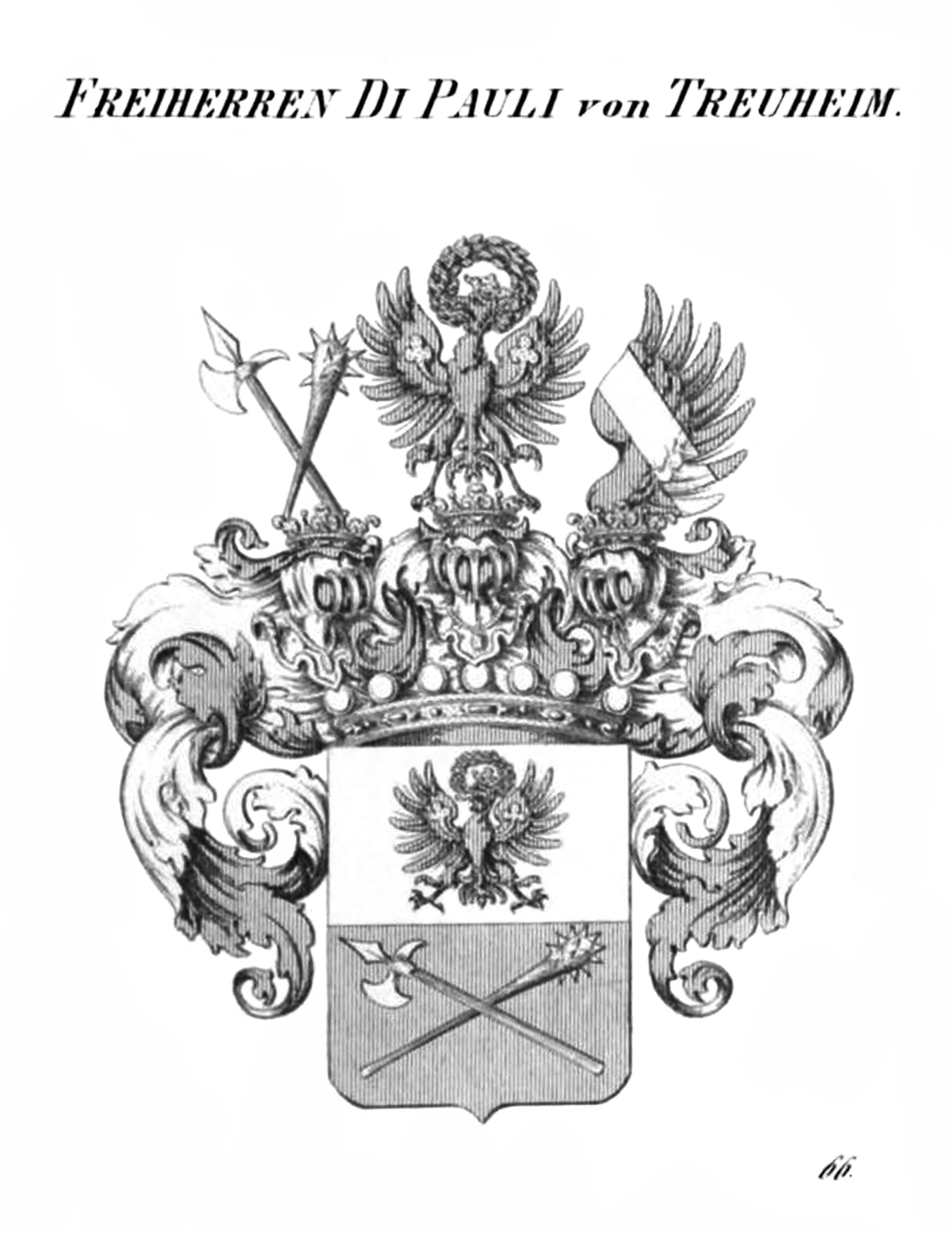
Wappen der Freiherren Di Pauli von Treuheim nach Konrad Tyroff

## Genealogie (Auswahl)
1. Johann (1699–1731), ⚭ Maria Pfeifer
  1. Anton (1728–1767), ⚭ Maria Pitschl († 1767)
    1. Andreas Alois (1761–1839), Landschreiber an der Etsch, k. k. Geheimrat und Apellationsgerichtspräsident in Innsbruck; ⚭ 1.) Maria Anna Knoll von Dornhof († 1806), ⚭ 2.) Anna von Mayerl († 1835).
      1. Franz (* 1789), k. k. Appellationsrat in Mailand
      2. Joseph (1791–1845), k. k. Hofrat in Verona, ⚭ 1827 Franziska Schasser von Thannheim
        1. Anton (1828–1883), Doktor der Rechte, Gutsbesitzer und Bürgermeister von Kaltern, ⚭ 1.) 1855 Anna Schasser von Thannheim, ⚭ 2.) 1867 Barbara Schasser von Thannheim
          1. Anna Maria Franziska (* 1856), ⚭ 1880 Paul Freiherr von Biegeleben
          2. Pia (* 1868)
          3. Johann Nepomuk (1874–1931), k. k. Bezirksrichter, Major im Standschützen-Bataillon Kaltern

        2. Maria Anna (* 1832), ⚭ 1868 Johann Rapp, k. k. Gerichtsadvokat in Kaltern
        3. Luise (* 1835), ⚭ 1859 Franz Freiherr Buol von Berenberg, k. k. Kämmerer

      3. Alois (1806–1889), k. k. Landgerichtsrat in Innsbruck, ⚭ 1837 Karoline Schasser von Thannheim

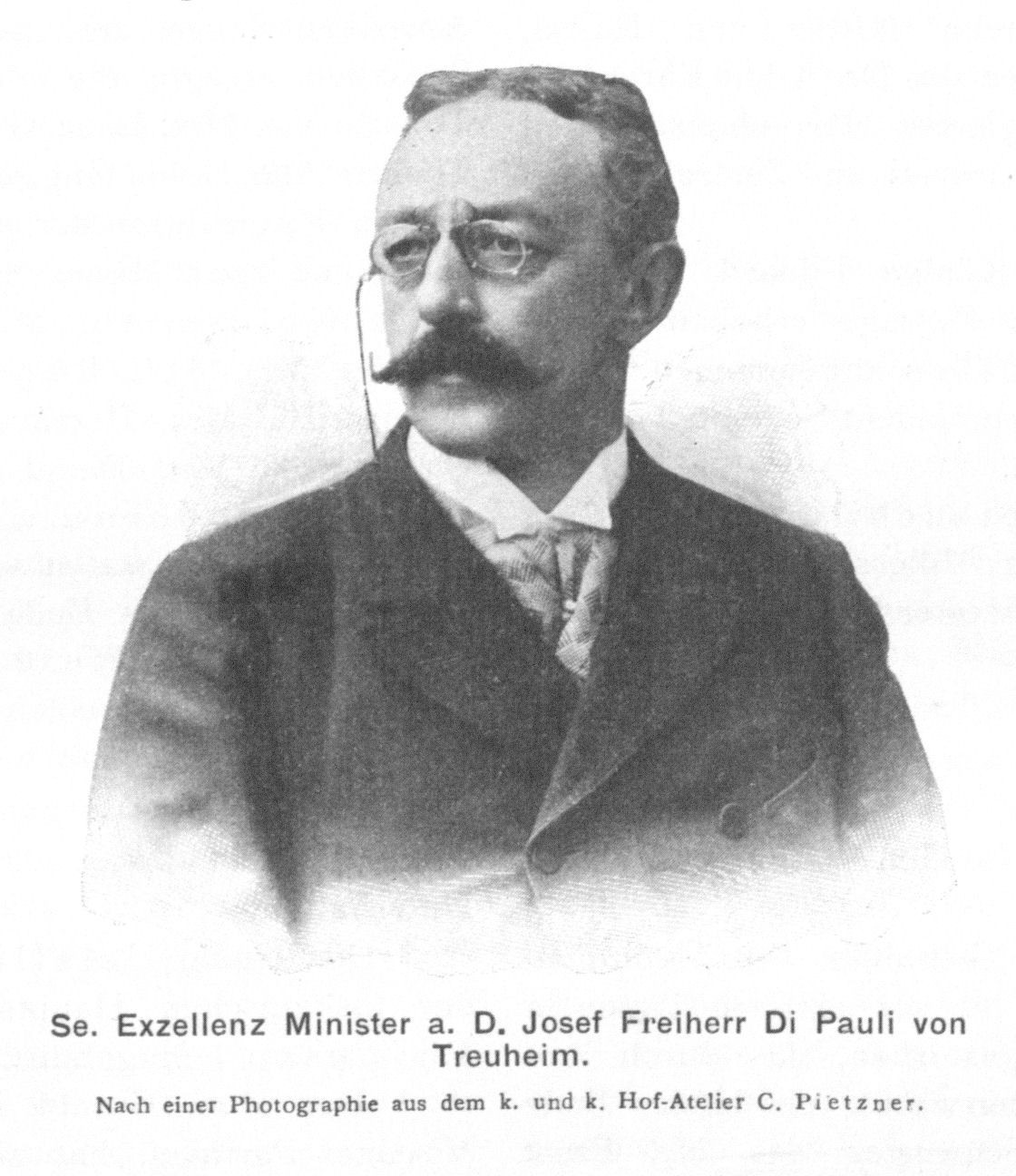
Josef Di Pauli

        1. Josef Di Pauli Josef (1844–1905), österreichischer Handelsminister, ⚭ Antonia Zallinger von Stillendorf
          1. Maria Immakulata (* 1874)
          2. Karl Alois Maria (* 1877)
          3. Georg Alois Maria (* 1880)
          4. Agnes Maria (* 1885)

        2. Leonhard (* 1849)
        3. Andreas (* 1851), ⚭ 1879 Maria Röggla von Aehrenthal
          1. Pius Maria Anton (* 1880)
          2. Leo Maria August (* 1881)
          3. Leonhard Maria Adalbert (* 1882)
          4. Andreas Alois Paul (* 1885)